# 마리야놉카
마리야놉카(러시아어: Марьяновка)는 옴스크 주에 있는 도시이름이다. 인구는 8,630명(2010년)이다.